# 三傍示山
三傍示山（さんぼうじさん）は、四国の中央部に位置する標高1,157mの山である。
徳島県三好市山城町と愛媛県四国中央市新宮町との境界尾根に山頂があり、そこから尾根伝いに約 200m 南進すると、高知県長岡郡大豊町との境界（三県境）がある。石鎚山から東へ約 50km、剣山から西へ約 40kmという位置にある。また、徳島県最西端であるが、愛媛県最東端、高知県最北端ではない。
山頂には三等三角点「大吾山」が設置され1157.81mとなっている。

## 呼称と漢字表記について
古くから境界の山として有名で、沢山の名前がある。傍示とは境界を意味する言葉であり、三国の境界に位置していることから、「三傍示山」と呼ばれるようになった。
三傍示は、「さんぼうじ」「さんぼうし」「みつぼうし」と読み、山は「さん」とも「やま」とも読む。本稿では、「三傍示山」と書いて「さんぼうじさん」と読むことにする。
- 三傍示山
  - さんぼうじさん
  - さんぼうじやま
  - さんぼうしさん
  - さんぼうしやま
  - みつぼうしさん
  - みつぼうしやま

### その他の「さんぼうじ」系の表記
- 三傍士山
- 三傍爾山
- 美津保宇志山（みつぼうし）

### 「さんぼうじ」系以外の表記
現在では「さんぼうじ」系の呼び方が一般的であるが、伊予国では「三峯」、阿波国では「不生山」とも呼ばれていたようである。
- 三峯、三峰
- 不生山

（愛媛労災病院山の会、山登の部屋（やまとの部屋）参考。）